# سیارک ۸۹۶۶۴
سیارک ۸۹۶۶۴ (به انگلیسی: 89664 Pignata، نام‌گذاری: 2001YU5) هشتاد و نه هزار و ششصد و شصت و چهارمین سیارک کشف شده‌است که در ۱۹ دسامبر ۲۰۰۱ کشف شد.